# Borris
Borris (Buiríos Uí Léigh en irlandais) est une ville du comté de Carlow en république d'Irlande.
La ville de Borris compte 1 937 habitants, et la population rurale est de 926 habitants.

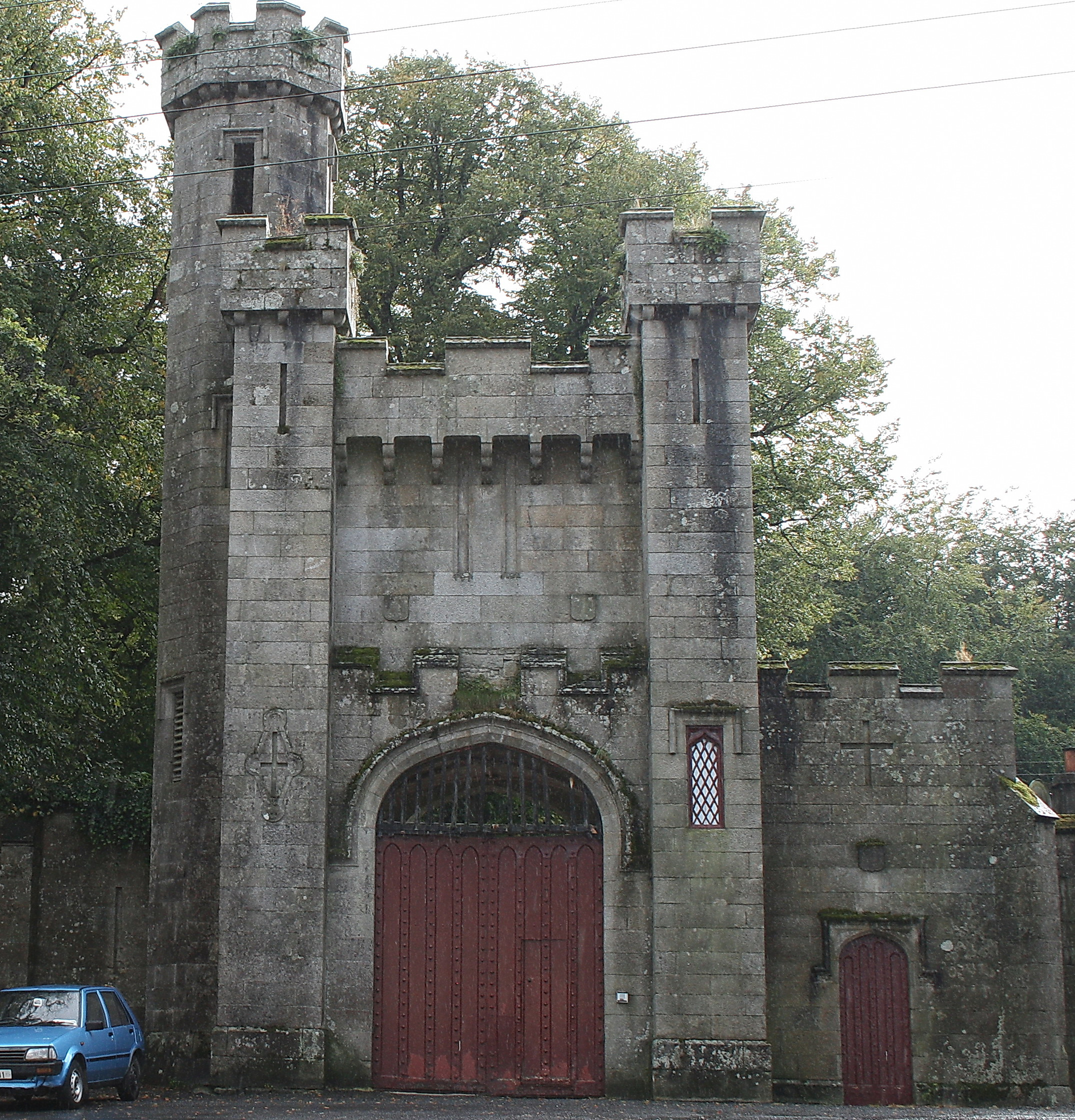
Porte principale de la Borris House sur la rue principale